# Dead Space (シリーズ)
Dead Space（デッドスペース）は、グレン・スコフィールド（Glen Schofield）が制作、Visceral Gamesが開発、エレクトロニック・アーツが販売したホラーメディアフランチャイズ。 本フランチャイズではビデオゲームシリーズを中心とし、映画二作と漫画本シリーズが展開されている。 シリーズはスコフィールドの言葉で「我々が得ることのできる最も恐ろしいゲーム」を目指して制作され成功を収めた2008年の名祖のビデオゲームから始まり、その後に前日譚や続編が発売された。
デッドスペースシリーズの各作品はオリジナルのゲームの発売から始まった継続的なストーリー展開の追加または継続としての役割を担っている。本ゲームはジャンルの典型的な環境、武器及びキャラクターが特徴の26世紀のサイエンスフィクション(SF)世界が舞台である。 シリーズの年表は直線的なフォーマットで示されておらず、ストーリー展開の部分は前日譚か後日譚または(ビデオゲーム以外の)別のメディアの形で示される。一般的に言えば、本シリーズはアイザック・クラークという名のエンジニアと彼を取り巻く恐怖に焦点を当てている。
本シリーズは商業的、批評的に成功し800万本以上を販売した。最初の作品とその続編は多数の批評家から幅広い好意的なレビューを獲得し、最初の作品はゲームプレイと開発の様々な要素で多くの業界賞を獲得した。
2021年7月23日、エレクトロニック・アーツはオンラインイベント「EA Play Live」にて、リメイク版『Dead Space』を発表した。リメイク版の対応プラットフォームはPC、PlayStation 5、Xbox Series X/Sで、同作の開発は『スター・ウォーズ バトルフロントII』などを手掛けたMotive Studioが担当する。

## ゲームプレイ
Dead Spaceシリーズはサバイバルホラーゲームであり、プレイヤーキャラクターの背後の視点から操作するTPS方式が採用されている(下記のスピンオフの一部作品は操作方法が異なる)。全てのメニューインターフェイスはゲーム内にあり、他のキャラクターとの通コミュニケーションを楽にするキャラクターの「Resource Integration Gear(RIG)」宇宙服により生産される。例えば、同僚が彼の体力をモニターできるようにすることを意図してスーツの脊椎部分にキャラクターのヒットポイントメーターが組み込まれており、キャラクターが減圧エリアに移動したときには背中の出力は酸素の残存時間を表示する。これらのエリアにいる間は全ての音はゲーム内から排除され、自身の武器の発砲などのRIGの振動によってキャラクターの耳に伝わる音は保存される。メニューはゲーム内にあるため、それらを開いてもゲームは中断しない。
キャラクターのRIGには戦闘とパズルの解決に用いる2つの特別な能力が備わっている。「キネシス(Kinesis)」モジュールはキャラクターが物体を回収したり、持ち上げたり送ったりできるようになるもので、しばしば通常では出来ないほど重いまたはより遠い物体を動かせる。これらの物体は高速で放つことで即興の飛び道具として利用することもできる。 「ステイシス(Stasis)」 モジュールはターゲットの動作を短時間極端に遅くさせることができ、これによりキャラクターはファンの羽根などの高速に動く障害物を駆け抜けたり突進してくる敵を妨害したりできる。RIGはまた武器や弾薬、回復アイテムやほかのオブジェクトの運搬用にスロットベースのインベントリーを備えている。
銃の操作はフランチャイズの敵によって影響を受けている。ネクロモーフは蘇生され再利用された死体であるため、神経系や呼吸器系、循環器系に依存しなくなっており、ストッピングパワーの概念は彼らにとって殆ど無関係になっている。従って、敵の頭や質量の中心を狙うのではなく、プレイヤーは彼らの腕や足を撃つことで切り落とす「戦略的切断」を行うことが推奨されている。一部のネクロモーフはこの方法で簡単に倒すことができるが、他は攻撃パターンを変えたり死亡時に全く新しい敵を生み出したりさえもする。関連して、ゲーム内の武器の特徴はプラズマカッター、回転鋸、重力反発ツールなど動力工具 または採掘用具を再利用したものであるが、シリーズが進むにつれて利用できる軍事専用武器の量が増えていった。弾薬は貴重な傾向にあるため手元にあるツールを慎重に使用する必要がある。 
最初の2作では、RIGと武器はベンチ・ワークステーションでアップグレードすることができた。プレイヤーは自動販売機でゲーム内通貨を用いてアイテムの売買ができ、新アイテムをアンロックするためにこれらのストアに新回路図をアップロードすることもできた。これは3で変更されており、ストアは完全に無くなりRIGをアップグレードできる新たな「スーツ・キオスク」が登場し、ベンチ機能は拡張され多くの場合ゲームプレイを通じて収集したパーツとリソースを継ぎ接ぎすることでプレイヤーが自身の武器を組み立てられるようになった。
ネクロモーフは多様な攻撃手段を有しており、爪や刃、牙などでプレイヤーに攻撃する敵の他にも自爆攻撃を行ってくる種類も存在する。

## あらすじ

### 設定
Dead Spaceのゲームの舞台は人類が他の惑星を植民地化できるようになっていた未来に設定されている。23世紀までに人類は地球の天然資源の殆どを使い果たしており、世界統治体の「EarthGov(地球政府)」は人類を維持する物質を収集するため他の惑星を壊すことで資源を収穫する巨大採掘宇宙船「プラネット・クラッカー」の船団を保有していた。
23世紀に地球政府の研究者はチクシュルーブ・クレーターで地球外のアーティファクトを発見し、それを「Marker(マーカー)」と呼んだ。マーカーは一見源泉なしで永続的な電磁場を放出しており、研究者達は無限のエネルギーの供給に用いることができ地球の生態学的危機を解決すると考えた。コロニー全体の様々な研究ステーションでマーカーをリバースエンジニアリングする作業が始まったが、未確認の地球外物質の代わりにビスマスの使用を余儀なくされたためこれらの複製の色はオリジナルの黒ではなく赤くなった。
このプロジェクトは極秘とされたが、主任研究員のマイケル・アルトマン(Michael Altman)はその存在を世界へリークした。地球政府は情報統制のためにアルトマンを暗殺したが、時すでに遅くアルトマンは殉教者とみなされ、彼のマーカーが人類に意味することへの信念は、急速に地球及びコロニー全体に広まった新たなカルトのような宗教「Unitology(ユニトロジー)」の基礎を構築した。ユニトロジーの信者は「Convergence(収束)」として知られる出来事での「make us whole(一体化)」でマーカーが人類を統合する手助けになると信じている。
地球政府の研究者はマーカーとその複製から放出される電磁場は生きている人々にパラノイアと幻覚を引き起こす一方、死者を蘇生し「necromorphs(ネクロモーフ)」にさせ生者を攻撃することを解明したが、既に手遅れとなっていた。地球政府は直ちにマーカープロジェクトを抹消しマーカー研究が行われてきたすべての研究ステーションを放棄した一方でユニトロジーの信者が彼らの信仰を進め収束をもたらすためにこれらのマーカーを必死に探し求めるだろうということを把握しており、それらの位置を隠蔽した。

### プロット
シリーズ第一作の『Dead Space』は26世紀に起こった出来事であり、システムエンジニアのアイザック・クラークは通信が途絶した惑星イージスⅦ(Aegis VII)を採掘していたプラネット・クラッカー「USG Ishimura(USG石村)」に向かったレスキューチームの一員だった。彼らの船はドックの際に損傷し、残りの乗員が石村を脱出する手段を探している間にアイザックは乗船していた恋人のニコルを探し船内を探索する。船はネクロモーフで溢れており、アイザックはそれらとの戦いを繰り返し、石村がイージスⅦの放棄されたコロニー付近に埋められていたレッドマーカー(Red Marker)を発見していたことを知る。石村の船長は熱心なユニトロジスト(ユニトロジーの信者)であり、彼の部下にマーカーを石村に乗せるよう命じたことで乗員がパラノイドになりネクロモーフの侵略につながった。アイザック自身もマーカーを惑星へ戻すように彼を誘導するニコルの幻を見始める。レスキューチームメンバーの一人ケンドラ・ダニエルズがレッドマーカーを回収するように地球政府から密かに指令を受けていたことが最終的に明らかになり、彼女はレスキューチームの残りのメンバーを裏切って殺害する。アイザックはネクロモーフがマーカーを欲するイージスⅦの「ハイブマインド(Hive Mind)」によって制御されていることを発見。マーカーを取り返そうとするケンドラはハイブマインドによって殺され、続けざまにアイザックも襲撃されるが、何とかハイブマインドを打倒しシャトルに逃れることに成功する。地球への帰路で、彼はニコルが蘇って襲い掛かる幻覚を見る。アイザックはこの後もマーカーの影響に苛まれることになる。
『Dead Space 2』は第一作から三年後の出来事であり、アイザックはタイタン周辺の軌道上の宇宙ステーション「スプロール(Sprawl)」で目覚める。彼のシャトルは石村と共に地球政府が回収し、スプロールに持ち込まれていた。彼とノーラン・ストロス（『デッドスペース: アフターマス』の主人公）はスプロール内にある精神病院の患者だったが、ステーションがネクロモーフの侵略を受けている中で脱出する。彼らは両者がマーカーとの各々の接触で脳に地球外のコードを埋め込まれていると知り、スプロールの監督官でユニトロジストのハンズ・ティーデマン(Hans Tiedemann)がこの情報を利用してスプロール内にマーカーを建設し、ネクロモーフの侵略を起こした。 ストロスは最終的に認知症に支配され、アイザックは彼を殺害することを余儀なくされるが、その前に彼からティーデマンのマーカーが見つけられる場所を知る。アイザックのニコルの幻影は続いており、彼女はアイザックが現地に着いたときにすべきことを示す。アイザックは最終的にティーデマンを倒し、マーカーと接触する。マーカーはアイザックの精神とリンクさせることで彼を精神的に完全に収束させようと試みるが、彼は精神内でマーカーの痕跡を排除するために戦う。マーカーは死にゆき、アイザックは彼の戦闘を助けたパイロットのエリー・ラングフォードの助けでスプロールの爆発前に脱出する。
『Dead Space 3』の出来事は数年後に起きた。アイザックとエリーは地球に帰還ししばらくの間付き合っていたが、彼らの関係は破局する。アイザックが月面の自身のアパートで別れを惜しむ間にジェイコブ・ダニック率いるユニトロジストがコロニー付近のマーカーを作動させたことでネクロモーフの侵略を引き起こす。アイザックは救出され、地球最古の外界コロニーの一つ「タウ・ヴォランティス(Tau Volantis)」に赴いたエリーを見つけるため、ジョン・カーヴァー率いる地球政府の兵士となる。彼らはヴォランティス周辺で救難信号を発していた船CMSロアノークを発見し、デブリ地帯での激しい衝突の後、船に乗り込む。アイザックは船のネクロモーフを片付け、まだ生き残っていたエリーと残りのクルーを見つける。彼らはタウ・ヴォランティスがマーカーの母星であり、過去に装置とそれを制御できるコーデックスを見つけるための試みが行われてきたことを知る。ジェイコブとユニトロジーの兵士の追跡を受けながら惑星へ向かう途中、アイザック、エリー、ジェイコブは装置を含むエイリアンを発見する。惑星の月は実際には巨大なネクロモーフであり装置のトランスミッションによって眠らされていた。コーデックスを用いることで、機械をオフにすることができ、マーカーから送られる信号を通じてネクロモーフが目を覚まし都市や他の物を自身に吸収する収束を開始するようになっていた。ジェイコブは機械の無効化に成功するが、都市が惑星からネクロモーフへ向かって引き寄せられているときに落下してきた瓦礫が体に突き刺さり死亡する。 アイザックとジェイコブは自分自身を犠牲にし装置を再動作させすべてのマーカーを無効化する。都市は惑星に衝突し、ネクロモーフは都市に衝突した時に崩壊し死亡した。エリーは脱出に無事成功する。

## ゲーム

### メインシリーズ
| タイトル | 詳細 |
| --- | --- |
| Dead Space 発売日: - NA: 2008年10月13日 - NA: 2008年10月20日 (PC) - AU: 2008年10月23日 - EU: 2008年10月24日 | システム別発売日: 2008年: Xbox 360、PlayStation 3、Microsoft Windows                                                 |
| Dead Space 発売日: - NA: 2008年10月13日 - NA: 2008年10月20日 (PC) - AU: 2008年10月23日 - EU: 2008年10月24日 | 補足: - コンピュータゲームとしてのDead Spaceシリーズの処女作。 - アジアではXbox 360版とWindows版は発売されなかった。 |
| Dead Space 2 発売日: - NA: 2011年1月25日 - AU: 2011年1月27日 - EU: 2011年1月28日                            | システム別発売日: 2011年: Microsoft Windows、Xbox 360、PlayStation 3                                                 |
| Dead Space 2 発売日: - NA: 2011年1月25日 - AU: 2011年1月27日 - EU: 2011年1月28日                            | 補足: - Dead Spaceの続編。 - Dead Space: Extractionのリメイクが本作のPS3版に付属されていた。                         |
| Dead Space 3 発売日: - NA: 2013年2月5日 - AU: 2013年2月7日 - EU: 2013年2月8日                               | システム別発売日: 2013年: Microsoft Windows、Xbox 360、PlayStation 3                                                 |
| Dead Space 3 発売日: - NA: 2013年2月5日 - AU: 2013年2月7日 - EU: 2013年2月8日                               | 補足: - Dead Space 2の続編かつ、シリーズ3作目。                                                                      |
| Dead Space （リメイク） 発売日: 2023年1月27日                                                               | システム別発売日: 2023年: Microsoft Windows、PlayStation 5、Xbox Series X/S                                          |
| Dead Space （リメイク） 発売日: 2023年1月27日                                                               | 補足: - Dead Spaceのリメイク - 開発は『スター・ウォーズ バトルフロントII』を手掛けたMotive Studioが担当              |

### スピンオフ
| タイトル | 詳細 |
| --- | --- |
| Dead Space: Extraction 発売日: - AU: 2009年9月24日 - EU: 2009年9月25日 - NA: 2009年9月29日 - JP: 2009年10月1日 - NA: 2011年1月25日 (PS3) | システム別発売日: 2009年: Wii 2011: PlayStation 3 |
| Dead Space: Extraction 発売日: - AU: 2009年9月24日 - EU: 2009年9月25日 - NA: 2009年9月29日 - JP: 2009年10月1日 - NA: 2011年1月25日 (PS3) | 補足: - Dead Spaceの前日譚 (en) 。 - PS3版がPlayStation Move対応の上Dead Space 2に付属の形で再発売された。 |
| Dead Space Ignition 発売日: - NA: 2010年10月12日 - EU: 2010年10月13日 - AU: 2010年10月13日                                               | システム別発売日: 2010: Xbox 360、PlayStation 3 |
| Dead Space Ignition 発売日: - NA: 2010年10月12日 - EU: 2010年10月13日 - AU: 2010年10月13日                                               | 補足: - Dead Space 2の前日譚。 - PlayStation NetworkとXbox Live Arcadeで配信している。 |
| Dead Space 発売日: - NA: 2011年1月25日 (iOS) - EU: 2011年3月22日 (iOS)                                                                   | システム別発売日: 2011: iOS、Android |
| Dead Space 発売日: - NA: 2011年1月25日 (iOS) - EU: 2011年3月22日 (iOS)                                                                   | 補足: - メインシリーズ1作目と2作目の間を描いていて、過去のスピンオフと違い、メインシリーズと同様サバイバルホラーゲームとなっている。 - IronMonkey StudiosがVisceral Games監修の下で開発した。 - 現行のモバイルOSとの互換性がないか問題があるため配信は終了している。 |

## キャラクター

### アイザック・クラーク(Isaac Clarke)
アイザック・クラークはDead Spaceシリーズの主人公。元々は船のシステムエンジニアだったが彼の生活は一見定期的な修理任務がネクロモーフの災難から生き残るための闘争になり悪化した。クラークは元々は損傷を受けた船に駐留していた恋人と会うためにこの任務を選んだ。クラークの名前はSF作家のアイザック・アシモフとアーサー・C・クラークに因んで名づけられた。彼は1では無口だったが、続編では俳優のガンナー・ライトが声優とモデリングを担当した。

#### 開発
デッドスペースの開発中にEA Redwood Shores(現Visceral Games)はアイザックの名前をSF作家アイザック・アシモフとアーサー・C・クラークのかばん語の名前「アイザック・クラーク」にした 。アイザックの両親のポールとオクタビアはSF作家のポール・アンダースンとオクティヴィア・E・バトラーから名前がとられている。デッドスペース2の開発中にVisceral Gamesはアイザックに声を与えることを決め、声優にガンナー・ライトを選んだ。ライトのパフォーマンスがモーションキャプチャーされたことで、ゲーム内のクラークの容姿と動作に影響を与えた。

#### 評価
PlayStation Universeは彼を「死体殺しのタフガイ」と表現し、「オリジナルのデッドスペースの寡黙なヒーローとして始まり、クラークは続編でついに声と性格を与えられ彼自身の能力で傑出したキャラクターとなった」と述べた。彼らは「彼の他者や強いモラルを助ける意欲が彼を理想的なパートナーにしている」と付け加え、生き残るための彼の最も優れた特性は彼の適応性だと述べた 。

### ニコル・ブレナン(Nicole Brennan)
ニコルはUSG石村に乗船していた医官でアイザックの恋人である。彼女はアイザックが戦っているときにアイザックの味方としてあらわれるが、後のログでアイザックが到着するかなり前に自殺していたことが明らかになった。ゲーム内で登場する彼女は実際にはアイザックを操り自身のアジェンダを進めようとする意図でマーカーにより作られた幻である。彼女は二作目では同じような姿で同情的な敵として現れる。彼女の声優は1はIyari Limonで2ではタニヤ・クラーク(Tanya Clarke)が務めている。

### ノーラン・ストロス(Nolan Stross)
ノーラン・ストロスはデッドスペース2に登場するキャラクター。アニメ映画『Dead Space: Aftermath』では主人公の一人として登場している。ストロスはかつて高位の科学者だったが、レッドマーカーとの接触後に痴呆の症状を呈しタイタンステーションの病院の精神科病棟に収容されていた。クラークはこのエリアでストロスと出会った 。クラークのようにこのキャラクターは別の二人のSF作家ウィリアム・Ｆ・ノーランとチャールズ・ストロスに因んで名づけられた。彼とクラークが二作目の出来事を引き起こしたマーカーを破壊するために団結している間に、彼は狂気に支配されるようになっていき、最終的にアイザックは彼を殺害することを余儀なくされた。声優はカート・コーネリアス(Curt Cornelius)。

### エリー・ラングフォード(Ellie Langford)
エリーは Dead Space 2と3の主要なノンプレイヤーキャラクター（NPC）。２では彼女とアイザックはタイタンスプロールから脱出するために協力し、2と3の間に彼らは付き合い始めたが、3の時までに彼らは別れており、その理由の一つにはアイザックがマーカーを止めるために彼の人生を賭けることを躊躇したからであった。地球防衛軍の大尉ロバート・ノートン(Robert Norton)の助けを得たエリーは惑星タウ・ヴォランティスがマーカーの母星だという証拠を発見した。彼女はアイザックをリクルートするためにノートンを送り、3の出来事が始まった。彼女の声優とモデルは女優のソニータ・ヘンリー(Sonita Henry)。

### ジョン・カーヴァー(John Carver)
地球防衛軍のジョン・カーヴァー軍曹はデッドスペース3に登場するキャラクターでありタイアップのグラフィックノベル『デッドスペース・リベレーション』の主人公。
グラフィックノベルでは家庭生活に問題を抱えた忠実な地球政府の兵士としての彼の過去を描写している。彼の妻ダマラ(Damara)と息子のディラン(Dylan)はデッドスペース3の敵ジェイコブ・ダニックによって殺されており、カーヴァーはダニックが収束を引き起こすのを阻止するためにエリー・ラングフォードと手を組んだ。カーヴァーの声優とモデルはリカルド・アントニオ・チャビラである。
通常の状況ではカーヴァーはクラークにアドバイスとガイダンスを行うが、ゲームプレイで助けることはないNPCである。しかしながら、デッドスペース3では「ドロップイン/ドロップアウト」によるCOOP(協力プレイ)機能が搭載されており、ゲームのシングルプレイヤーキャンペーンはXbox Liveまたは他のネットワーキングサービスを経由して第2のプレイヤーが参加すればいつでも協力プレイをできるようになる。 仮に第2のプレイヤーが参加した場合、カーヴァーはそのプレイヤーのゲーム内キャラクターになる。そのようにして彼はプレイヤーの存在(または不在)を円滑にするためにいつでもキャンペーンにシームレスに登場または退場することができる。加えて、第二のプレイヤーが存在する場合、彼の家族の扱い方や彼らの死についてのカーヴァーの罪悪感に対処するサイドミッションがプレイできるようになる。

## ユニトロジー(Unitology)
本シリーズの中心テーマは架空の敵対的なカルト宗教「ユニトロジー」である。同宗教のメンバーはマイケル・アルトマンの狂信者達であり、地球政府が地球外のアーティファクト「マーカー」を抑制しているとのリーク情報を主張している。彼らの主要目的は所謂「収束」または「一体化(unification)」をもたらすためにマーカーを利用することであった。ユニトロジストは人間の生命は宇宙から来ている可能性があり、マーカーを崇拝することで永遠の命を得られると信じている。
開発者によれば、この架空の宗教はマーカーやネクロモーフなどの人々が理解していないことに関する彼らの不合理な考え方を表している。ユニトロジーは独自の一種の聖典を持っていることが確認されている。ユニトロジーは宗教自体の批判を意味するものではない一方で、その内部に隠されているかもしれない虚偽や腐敗を引き出している。
多くのプレイヤーと批評家は架空のユニトロジーと現実世界のサイエントロジー(Scientology)とを比較している：両方ともサイエンスフィクションの影響力を有しており、メンバーから大量の資金を集め、組織内では特定の情報へのアクセス権を決める複数の階級で構成されており、CEOや著名人などの影響力のある信者を多数抱えている。開発者達はこれらの比較は単に名前が似た秘密のカルトとしてそれを描写するだけで、不幸な影響を引き起こすと述べた。

## 関連メディア

### 音楽アルバム
| タイトル                                             | タイトル                                             | 発売日         | 時間    | レーベル        | 出典          |
| ---------------------------------------------------- | ---------------------------------------------------- | -------------- | ------- | --------------- | ------------- |
|                                                      |                                                      |                |         |                 |               |
| Dead Space Original Soundtrack                       | Dead Space Original Soundtrack                       | 2008年11月11日 | 1:01:07 | Electronic Arts | [ 33 ] [ 34 ] |
|                                                      |                                                      |                |         |                 |               |
| Dead Space 2 Original Videogame Score                | Dead Space 2 Original Videogame Score                | 2011年1月25日  | 1:00:21 | Electronic Arts | [ 35 ] [ 36 ] |
|                                                      |                                                      |                |         |                 |               |
| Dead Space 2 Collector's Edition Original Soundtrack | Dead Space 2 Collector's Edition Original Soundtrack | 2011年1月25日  | 1:00:21 | Electronic Arts | [ 37 ] [ 38 ] |

### 映画
映画監督のジョン・カーペンターはデッドスペースの映画製作に関心を寄せた 。ジャスティン・マ－クスが脚本を担当するが、ゲームのストーリー展開とキャラクターに適合させることは映画製作を容易にしている。EAはデッドスペースのビデオゲームを潜在的な映画フランチャイズに適合させる計画を持っている。